# Duomo Varsavia

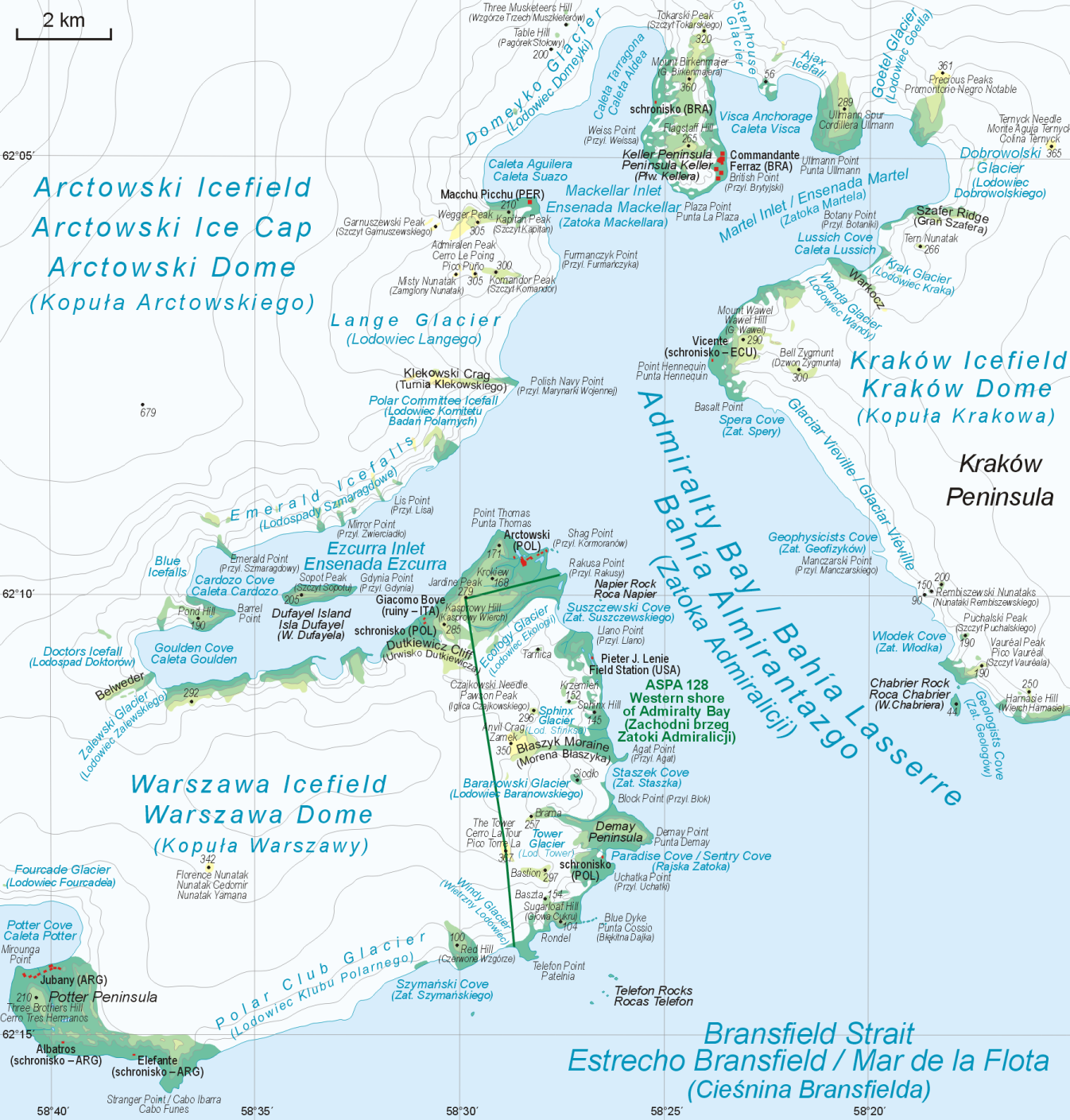
Nella parte centro-meridionale di questa mappa è possibile vedere la posizione del duomo Varsavia

Il duomo Varsavia è un duomo glaciale situato sull'Isola di re Giorgio, la più vasta delle Isole Shetland Meridionali, a nord del termine della Penisola Antartica. Il duomo si trova in particolare nella parte occidentale della costa meridionale dell'isola, dove ricopre una penisola circondata a nord-est dall'insenatura di Ezcurra, a est dalla baia dell'Ammiragliato, a sud dallo stretto di Bransfield e a ovest dalla cala di Potter. Dal duomo Varsavia scendono verso il mare diversi ghiacciai, come il Windy, il Polar Club e il Tower, che fluiscono verso sud, il Fourcade, che scende verso ovest, l'Ecology e lo Sphinx, che vanno verso est, e lo Zalewski che, dal versante settentrionale del duomo, fluisce verso nord-est.

## Storia
Il duomo Varsavia è stato mappato durante la spedizione francese in Antartide svoltasi dal 1908 al 1910 al comando di Jean-Baptiste Charcot, ed è stato così battezzato dai partecipanti a una spedizione polacca di ricerca antartica svoltasi nel 1980, in onore della città di Varsavia, capitale della Polonia.
Nel 2000, un tratto presente sulla sua costa orientale della penisola coperta dal duomo Varsavia è stato dichiarato Important Bird Area dalla BirdLife International in virtù della presenza, in quella zona, che comprende anche la parte più orientale del duomo, di colonie composte da diverse migliaia di coppie di pigoscelidi di Adelia, pigoscelidi comuni e pigoscelidi antartici, oltre al fatto che essa è anche sito di nidificazione di diverse altre specie di uccelli marini come la procellaria del capo, il chione bianco, lo zafferano meridionale e molti altri.